# Deutsche Senioren Wurf-Mehrkampfmeisterschaften

Logo vom Deutschen Leichtathletik-Verband

Deutsche Senioren Wurf-Mehrkampfmeisterschaften oder Deutsche Meisterschaften der Masters im Wurf-Fünfkampf, Deutsche Senioren-Meisterschaften im Wurffünfkampf als auch Deutsche Meisterschaften der Senioren im Wurf-Fünfkampf genannt, und mit etlichen ähnlich lautenden Bezeichnungen versehen, sind Deutsche Meisterschaften der Leichtathletik. 
Sie wurden 2003 erstmals ausgetragen und hießen laut Ergebnisliste 1. Deutsche Meisterschaften im Werfermehrkampf für Seniorinnen und Senioren. Danach wurden sie Deutsche Senioren-Werfer-Mehrkampf-Meisterschaften genannt. Seit 2013 heißen die Meisterschaften laut Ausschreibung Deutsche Senioren Wurf-Mehrkampfmeisterschaften mit Senioren-Langstaffeln, da sie mit den von den Deutschen Senioren-Meisterschaften ausgelagerten Langstaffeln ausgetragen werden. 
Veranstalter ist der Deutsche Leichtathletik-Verband (DLV) in Verbindung mit einem Landes- und ggf. örtlichen Ausrichter.
Die Sportler werden entsprechend ihrer Altersgruppe gewertet.

## Deutsche Senioren Wurf-Mehrkampfmeisterschaften
| Nr. | Jahr | Datum             | Ort            | Austragungsstätte                                               | Ergebnisse    |
| --- | ---- | ----------------- | -------------- | --------------------------------------------------------------- | ------------- |
| 01. | 2003 | 30./31. August    | Borken         | Stadion Blumenhain                                              | Ergebnisliste |
| 02. | 2004 | 4./5. September   | Ahlen          | Sportpark Nord                                                  | Ergebnisliste |
| 03. | 2005 | 11./12. Juni      | Leverkusen     | Stadion Manfort                                                 | Ergebnisliste |
| 04. | 2006 | 2./3. September   | Waiblingen     | Stadion VfL Waiblingen                                          | Ergebnisliste |
| 05. | 2007 | 28./29. Juli      | Bad Oeynhausen | Stadion im Schulzentrum Süd                                     | Ergebnisse    |
| 06. | 2008 | 23./24. August    | Ahlen          | Sportpark Nord                                                  | Wertungen     |
| 07. | 2009 |                   | nicht          | ausgetragen                                                     |               |
| 08. | 2010 | 21./22. August    | Bogen          | Städtisches Stadion (Kotau) und Hammerwurfanlage in der Bogenau | Ergebnisse    |
| 09. | 2011 | 20./21. August    | Zella-Mehlis   | Arena Schöne Aussicht                                           | Ergebnisliste |
| 10. | 2012 | 22./23. September | Zella-Mehlis   | Arena Schöne Aussicht                                           | Ergebnisliste |
| 10. | 2013 | 24./25. August    | Zella-Mehlis   | Arena Schöne Aussicht                                           | Ergebnisliste |
| 12. | 2014 | 27./28. September | Baunatal       | Parkstadion                                                     | Ergebnisliste |
| 13. | 2015 | 29./30. August    | Zella-Mehlis   | Arena Schöne Aussicht                                           | Ergebnisliste |
| 14. | 2016 | 27./28. August    | Zella-Mehlis   | Arena Schöne Aussicht                                           | Ergebnisse    |
| 15. | 2017 | 26./27. August    | Zella-Mehlis   | Arena Schöne Aussicht                                           | Ergebnisliste |
| 16. | 2018 | 4./5. August      | Zella-Mehlis   | Arena Schöne Aussicht                                           | Ergebnisliste |
| 17. | 2019 | 10./11. August    | Zella-Mehlis   | Arena Schöne Aussicht                                           | Ergebnisliste |